# Tanacetipathes
Tanacetipathes is een geslacht van neteldieren uit de klasse van de Anthozoa (bloemdieren).

## Soorten
- Tanacetipathes barbadensis (Brook, 1889)
- Tanacetipathes cavernicola Opresko, 2001
- Tanacetipathes hirta (Gray, 1857)
- Tanacetipathes longipinnula Loiola & Castro, 2005
- Tanacetipathes spinescens (Gray, 1857)
- Tanacetipathes squamosa (Koch, 1886)
- Tanacetipathes tanacetum (Pourtalès, 1880)
- Tanacetipathes thalassoros Loiola & Castro, 2005
- Tanacetipathes thamnea (Warner, 1981)
- Tanacetipathes wirtzi Opresko, 2001